# Калужский планетарий
Калужский планетарий работает в здании Музея истории космонавтики им. К. Э. Циолковского. Открыт в 1967 году одновременно с музеем.
Его техническая оснащенность даёт возможность проводить как специальные астрономические и научно-популярные лекции, так и другие мероприятия для самого широкого круга посетителей. В планетарии установлен аппарат Skymaster ZKP 4 немецкой фирмы «Carl Zeiss». Имеется 100 зрительских мест. В зале планетария находится фрагмент Сихотэ-Алинского метеорита массой 40,5 кг и несколько глобусов.

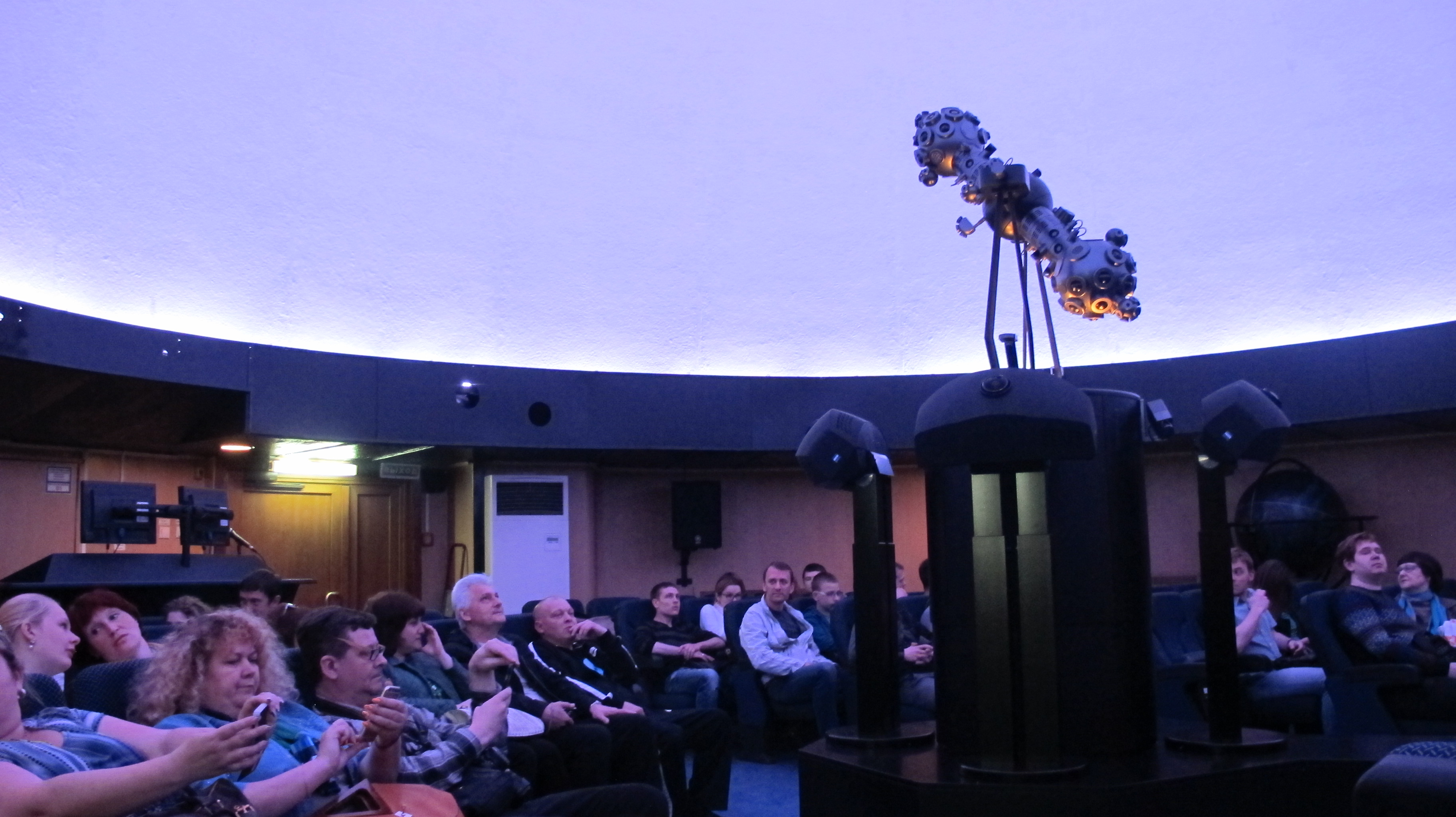
Зал планетария
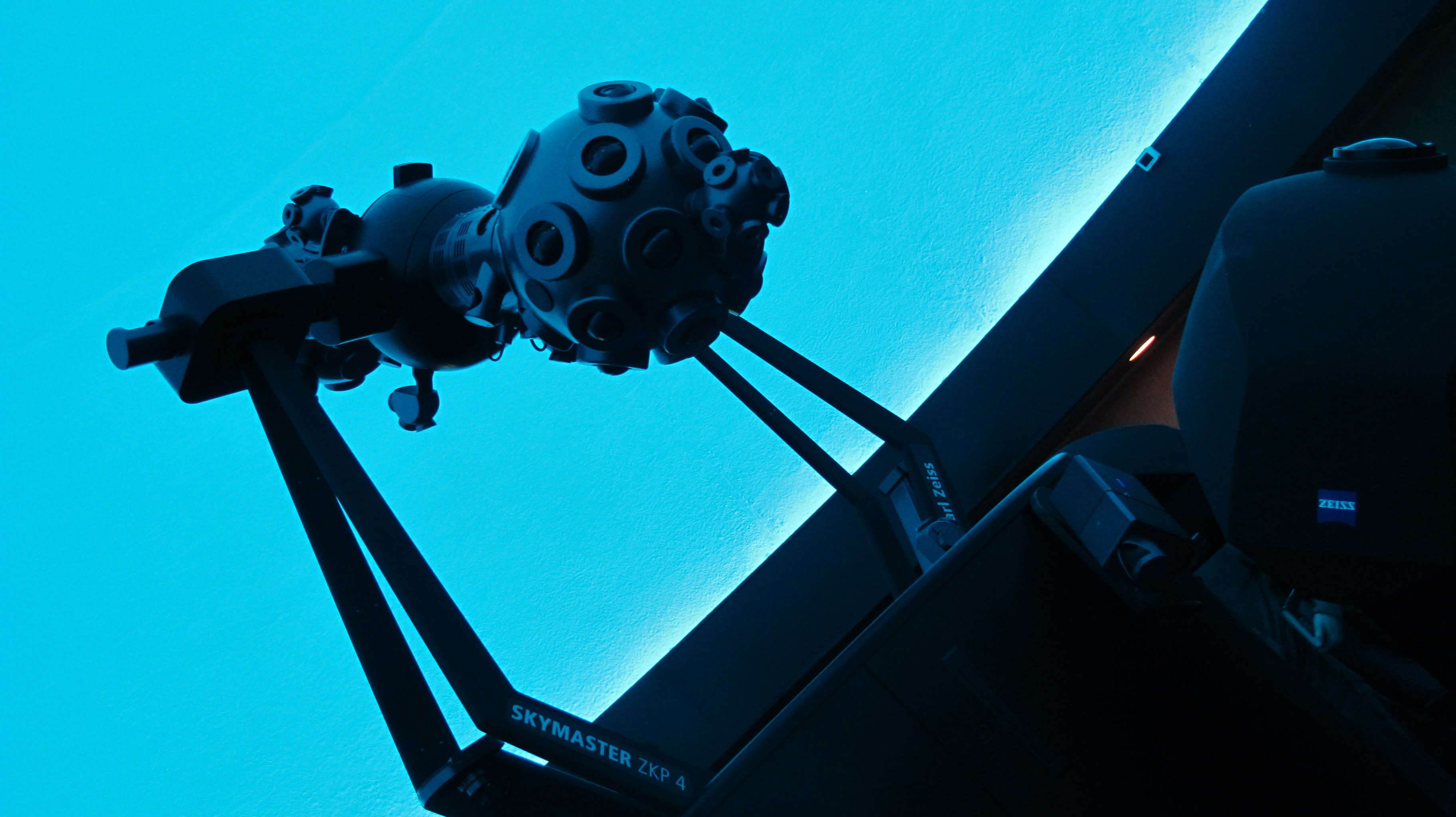
Планетарий ZKP 4
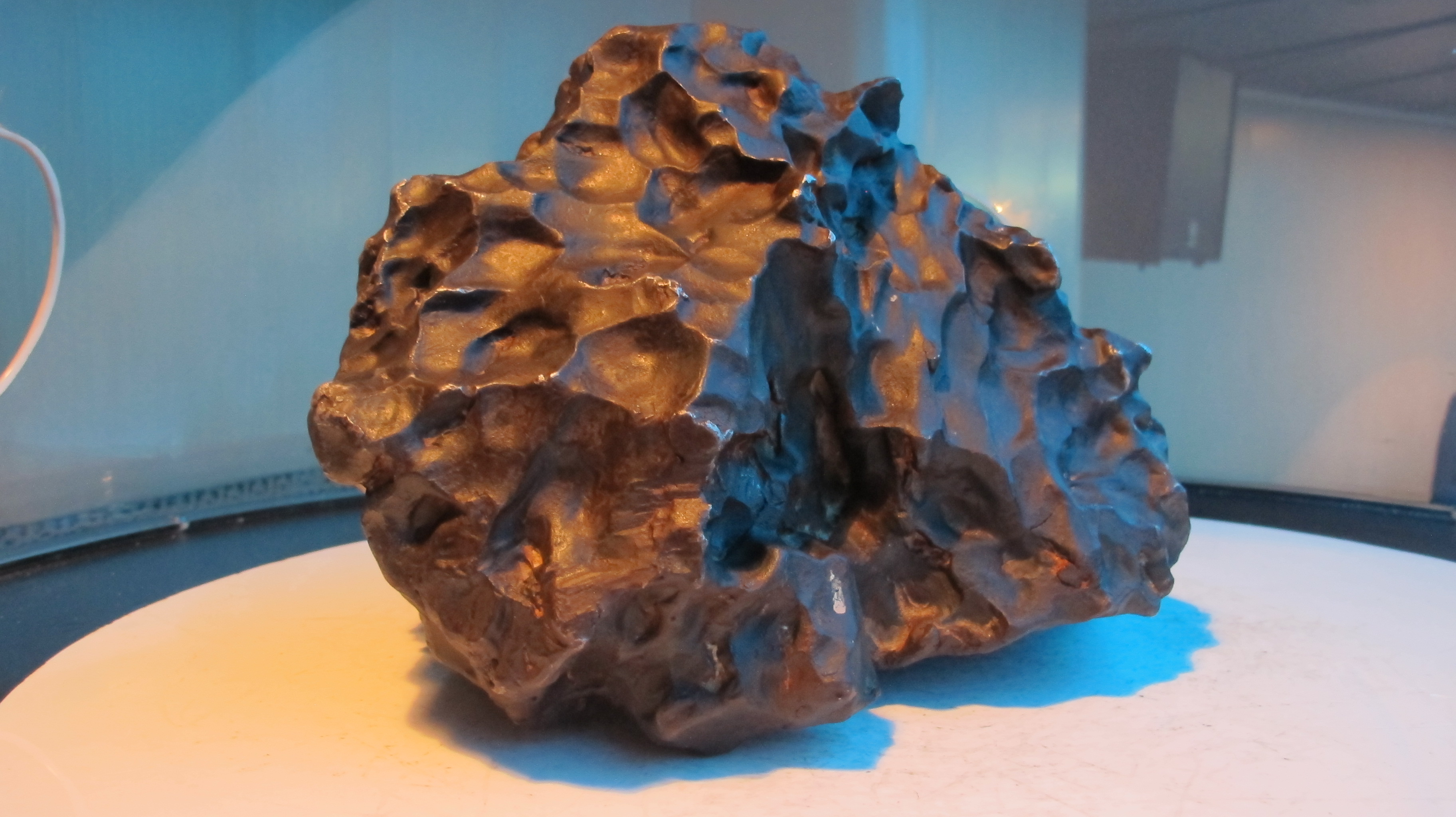
Фрагмент Сихотэ-Алинского метеорита